# Il suffit d'une fois
Pour plus de détails, voir Fiche technique et Distribution.
Il suffit d'une fois est un film français réalisé par Andrée Feix, sorti en 1946.

## Fiche technique
- Titre : Il suffit d'une fois
- Réalisation : Andrée Feix
- Coopération technique : Henri Decoin
- Assistants réalisation : Hervé Bromberger et Marcel Camus
- Scénario : Solange Térac
- Dialogues : Marc-Gilbert Sauvajon
- Photographie : Christian Matras
- Son : Lucien Legrand
- Décors : Robert-Jules Garnier
- Musique : Jean Wiener
- Montage : Suzanne de Troeye
- Sociétés de production :  Les Films Vog - Société nouvelle des établissements Gaumont
- Directeur de production : Charles-Félix Tavano
- Tournage : du 15 avril au 21 juin 1946
- Pays :  France
- Format :  Noir et blanc - 1,37:1 - 35 mm - Son mono
- Genre : Comédie
- Durée : 100 minutes
- Date de sortie : 
  - France : 23 octobre 1946
- Affiche : Roger Rojac (France)

## Distribution
- Edwige Feuillère : Christine Jourdan
- Fernand Gravey : Jacques Reval
- Henri Guisol : Bernard Ancelin
- François Joux
- Made Siamé
- Henri Charrett
- Ky Duyen : Benjamin le majordome
- Hélène Garaud